# Átlagidő
Pénzügyekben az átlagidő (duration) jellemzően kötvényeknél használatos mutatószám. Jelentése a kötvényhez tartozó kifizetésekig, illetve bármilyen más, a kötvénnyel kapcsolatos sorozatos pénzáramlásokig hátralevő időtartamok súlyozott számtani átlaga. A súlyokat az egyes kifizetések jelenértékeinek relatív súlyai adják az összjelenértéken belül. Bár a kamatszelvény nélküli kötvényeknél (zérókupon vagy elemi kötvény) az átlagidő n évre n, ha bármiféle kamatkifizetés van, akkor ez kevesebb lesz, mint n év. Változó kamatozású kötvény esetében az átlagidő a következő kamatrögzítésig hátralévő időtartam.
Általános definíciója:
{\displaystyle D=\sum _{i=1}^{n}{\frac {P(i)t(i)}{V}}=\sum _{i=1}^{n}w(i)t(i)}
D az átlagidő jele (az angol duration szóból). P(i) az i. kamatkifizetés vagy a végső tőketörlesztés jelenértéke, t(i) pedig a kifizetésig hátralévő napok száma aznaptól számítva, V a kötvény ára. A második forma az előző átírása, w(i) jelöli az adott kifizetés súlyát.
Emellett a definíció mellett több más átlagidő-fogalom is ismeretes. Az átlagidő egyfajta érzékenységet is kifejez a kamatlábra vonatkozóan, ugyanis a kötvény árfolyamváltozásának lineáris közelítése. Emiatt gyakran használják portfóliók immunizálására, azaz úgy állítják be a portfólió átlagidejét, hogy az 0 legyen (portfólió átlagideje a portfólió elemeinek értékkel súlyozott átlaga), így elvileg a kamatláb kis mértékű változása esetén nem változna a portfólió értéke (delta-semleges lesz). Gondot az jelent, hogy a lineáris közelítés szokásos piaci viszonyok között is pontatlan a görbület (konvexitás, angolul convexity, jele innen C) miatt, azaz az immunizált portfólió értéke könnyen változhat a kamatláb elmozdulásának hatására.
Az értékváltozás lineáris közelítésére a módosított átlagidőt (modified duration) használják. Értéke negatív, mivel a kamatláb és a kötvény árfolyama negatív kapcsolatban van, azaz ha emelkedik a kamat, csökken a kötvény értéke.
{\displaystyle \displaystyle D^{*}=-D} loghozam, míg {\displaystyle D^{*}=-{\frac {D}{1+r}}} fix effektív hozam esetében.
A konvexitás általános definíciója:
{\displaystyle C=\sum _{i=1}^{n}{\frac {P(i)t^{2}(i)}{V}}=\sum _{i=1}^{n}w(i)t^{2}(i)}
A kötvény értékváltozásának pontosabb becslése a bázispont érték (basis point value):
{\displaystyle BPV=D^{*}\cdot P\cdot N\cdot \Delta r+{\frac {1}{2}}\cdot C\cdot P\cdot N\cdot \Delta ^{2}r=V\cdot \Delta r\left(D^{*}+{\frac {C}{2}}\cdot \Delta r\right)}
Itt P a kötvény százalékos árfolyama, N a névértéke, azaz P∙N=V. A BPV tehát megadja, hogy a hozam kis változása (Δr) esetén hány bázisponttal változik majd a kötvény értéke. Fontos, hogy az átlagidőt és a görbületet is a kamatozásnak megfelelően számítsuk.

## Ajánlott irodalom
- Bodie, Z. - Kane, A. - Marcus, A. J. (2005), Befektetések, Aula Kiadó, ISBN 963-95-8542-4
- Brealy, R. A. - Myers, S. C. (2005), Modern vállalati pénzügyek, Panem Kiadó, ISBN 963-54-5422-8